# PSV in het seizoen 2024/25 (vrouwen)
Het seizoen 2024/25 is het dertiende jaar in het bestaan van het Eindhovense vrouwenvoetbalelftal van PSV. De club komt uit in de Eredivisie en neemt ook deel aan het toernooi om de KNVB Beker.

## Selectie en technische staf

### Selectie
| Nr.             | Nat.                 | Naam                   | Competitie  | Competitie  | Beker       | Beker       | Eredivisie Cup | Eredivisie Cup | Totaal      | Totaal      | Seizoen bij PSV | Vorige club         | Contract            |
| Nr.             | Nat.                 | Naam                   | W           | Goal        | W           | Goal        | W              | Goal           | W           | Goal        | Seizoen bij PSV | Vorige club         | Contract            |
| Doelvrouwen     | Doelvrouwen          | Doelvrouwen            | Doelvrouwen | Doelvrouwen | Doelvrouwen | Doelvrouwen | Doelvrouwen    | Doelvrouwen    | Doelvrouwen | Doelvrouwen | Doelvrouwen     | Doelvrouwen         | Doelvrouwen         |
| --------------- | -------------------- | ---------------------- | ----------- | ----------- | ----------- | ----------- | -------------- | -------------- | ----------- | ----------- | --------------- | ------------------- | ------------------- |
| 1               | Vlag van België      | Nicky Evrard           | 22          | 0           | 3           | 0           | 2              | 0              | 27          | 0           | 1e              | Chelsea             | 30 juni 2026        |
| 16              | Vlag van Nederland   | Lisan Alkemade         | 0           | 0           | 1           | 0           | 0              | 0              | 1           | 0           | 4e              | Jeugd               | 30 juni 2025        |
| 26              | Vlag van Nederland   | Moon Biegel Esteves    | 0           | 0           | 0           | 0           | 0              | 0              | 0           | 0           | 3e              | PEC Zwolle          | 30 juni 2025        |
| Verdedigsters   |                      |                        |             |             |             |             |                |                |             |             |                 |                     |                     |
| 2               | Vlag van Denemarken  | Sara Thrige            | 21          | 0           | 4           | 0           | 2              | 0              | 27          | 0           | 2e              | AC Milan            | 30 juni 2027        |
| 3               | Vlag van Nederland   | Gwyneth Hendriks       | 21          | 1           | 4           | 0           | 0              | 0              | 25          | 1           | 3e              | ADO Den Haag        | 30 juni 2028        |
| 4               | Vlag van Nederland   | Veerle Buurman         | 21          | 1           | 4           | 0           | 2              | 1              | 27          | 2           | 2e              | Chelsea FC          | 30 juni 2025 (huur) |
| 5               | Vlag van Nederland   | Melanie Bross          | 22          | 3           | 3           | 1           | 2              | 0              | 27          | 4           | 5e              | Sc Heerenveen       | 30 juni 2027        |
| 8               | Vlag van Nederland   | Siri Worm              | 8           | 0           | 0           | 0           | 0              | 0              | 8           | 0           | 3e              | Eintracht Frankfurt | Gestopt             |
| 23              | Vlag van Nederland   | Myrthe Kemper-Moorrees | 2           | 0           | 0           | 0           | 2              | 0              | 4           | 0           | 5e              | Fortuna Sittard     | 30 juni 2026        |
| 24              | Vlag van Nederland   | Emmeke Henschen        | 0           | 0           | 0           | 0           | 2              | 0              | 2           | 0           | 3e              | VV Alkmaar          | Contractloos        |
| 25              | Vlag van Nederland   | Emma Frijns            | 14          | 0           | 3           | 0           | 2              | 0              | 19          | 0           | 2e              | Jeugd               | 30 juni 2027        |
| 44              | Vlag van Nederland   | Anissa Chibani         | 2           | 0           | 1           | 0           | 1              | 0              | 4           | 0           | 1e              | Jeugd               | 30 juni 2028        |
| Middenveldsters |                      |                        |             |             |             |             |                |                |             |             |                 |                     |                     |
| 6               | Vlag van Nederland   | Sisca Folkertsma       | 17          | 3           | 3           | 0           | 1              | 0              | 22          | 3           | 3e              | Feyenoord           | 30 juni 2027        |
| 6               | Vlag van Nederland   | Janneke Verheijen      | 0           | 0           | 0           | 0           | 0              | 0              | 0           | 0           | 5e              | Jeugd               | 30 juni 2025        |
| 14              | Vlag van Nederland   | Laura Strik            | 0           | 0           | 0           | 0           | 0              | 0              | 0           | 0           | 5e              | sc Heerenveen       | 30 juni 2026        |
| 17              | Vlag van België      | Lore Jacobs            | 16          | 2           | 3           | 0           | 2              | 0              | 21          | 2           | 1e              | RSC Anderlecht      | 30 juni 2027        |
| 20              | Vlag van Nederland   | Nina Nijstad           | 21          | 2           | 4           | 1           | 2              | 1              | 27          | 4           | 2e              | sc Heerenveen       | 30 juni 2028        |
| 21              | Vlag van Nederland   | Robine Lacroix         | 3           | 0           | 2           | 0           | 2              | 0              | 7           | 0           | 2e              | Jeugd               | 30 juni 2026        |
| 27              | Vlag van Zwitserland | Riola Xhemaili         | 22          | 10          | 4           | 2           | 2              | 2              | 28          | 13          | 1e              | Jeugd               | 30 juni 2025 (huur) |
| 36              | Vlag van Nederland   | Tess van der Vliet     | 1           | 0           | 1           | 0           | 0              | 0              | 2           | 0           | 1e              | Jeugd               | Contractloos        |
| 46              | Vlag van Nederland   | Bente Vermeer          | 1           | 0           | 0           | 0           | 0              | 0              | 1           | 0           | 1e              | Jeugd               | Contractloos        |
| Aanvalsters     |                      |                        |             |             |             |             |                |                |             |             |                 |                     |                     |
| 7               | Vlag van Nederland   | Zera Hulswit           | 9           | 0           | 0           | 0           | 0              | 0              | 9           | 0           | 4e              | Jeugd               | Afgekocht           |
| 9               | Vlag van Nederland   | Joëlle Smits           | 19          | 7           | 2           | 1           | 1              | 0              | 22          | 8           | 5e              | VfL Wolfsburg       | 30 juni 2025        |
| 11              | Vlag van Nederland   | Renate Jansen          | 22          | 12          | 4           | 2           | 2              | 2              | 28          | 16          | 1e              | FC Twente           | 30 juni 2026        |
| 18              | Vlag van Nederland   | Shanique Dessing       | 17          | 2           | 4           | 2           | 1              | 0              | 22          | 4           | 3e              | ADO Den Haag        | 30 juni 2025        |
| 19              | Vlag van Nederland   | Fleur Stoit            | 18          | 2           | 3           | 0           | 2              | 0              | 23          | 2           | 3e              | Jeugd               | 30 juni 2025        |
| 22              | Vlag van Nederland   | Chimera Ripa           | 16          | 6           | 2           | 0           | 0              | 0              | 18          | 6           | 3e              | Sc Heerenveen       | 30 juni 2028        |
| 29              | Vlag van Nederland   | Fenna Kalma            | 9           | 5           | 4           | 4           | 2              | 2              | '15         | 11          | 1e              | VfL Wolfsburg       | 30 juni 2028        |
| 32              | Vlag van Nederland   | Aniek Janssen          | 0           | 0           | 0           | 0           | 0              | 0              | 0           | 0           | 2e              | Jeugd               | 30 juni 2026        |
| 49              | Vlag van Nederland   | Ranneke Derks          | 8           | 0           | 1           | 0           | 0              | 0              | 9           | 0           | 2e              | Jeugd               | Contractloos        |
| Nr.             | Nat.                 | Naam                   | W           | Goal        | W           | Goal        | W              | Goal           | W           | Goal        | Seizoen bij PSV | Vorige club         | Contract            |
| Nr.             | Nat.                 | Naam                   | Competitie  | Competitie  | Beker       | Beker       | Eredivisie Cup | Eredivisie Cup | Totaal      | Totaal      | Seizoen bij PSV | Vorige club         | Contract            |

### Legenda
| # | Reden                                          |
| - | ---------------------------------------------- |
|   | Heeft de club in het lopende seizoen verlaten. |

### Technische staf
| Naam              | Functie      |
| ----------------- | ------------ |
| Roeland ten Berge | Hoofdtrainer |

## Transfers

### Zomer

#### Aangetrokken 2024/25
| Nat.                 | Naam                   | Van             | Contract     | Bijzonderheden |
| -------------------- | ---------------------- | --------------- | ------------ | -------------- |
| Vlag van Nederland   | Veerle Buurman         | Chelsea FC      | 30 juni 2025 | Huur           |
| Vlag van Nederland   | Shanique Dessing       | ADO Den Haag    | 30 juni 2025 | Terug na huur  |
| Vlag van België      | Nicky Evrard           | Chelsea FC      | 30 juni 2026 |                |
| Vlag van Nederland   | Sisca Folkertsma       | Feyenoord       | 30 juni 2027 |                |
| Vlag van België      | Lore Jacobs            | RSC Anderlecht  | 30 juni 2027 |                |
| Vlag van Nederland   | Renate Jansen          | FC Twente       | 30 juni 2026 |                |
| Vlag van Nederland   | Myrthe Kemper-Moorrees | Fortuna Sittard | 30 juni 2026 |                |
| Vlag van Zwitserland | Riola Xhemaili         | VfL Wolfsburg   | 30 juni 2025 | Huur           |

#### Vertrokken 2024/25
| Nat.                   | Naam               | Naar                | Bijzonderheden |
| ---------------------- | ------------------ | ------------------- | -------------- |
| Vlag van België        | Femke Bastiaen     | FC Utrecht          |                |
| Vlag van Nederland     | Veerle Buurman     | Chelsea FC          | Transfersom    |
| Vlag van Nederland     | Nadia Coolen       | Oud-Heverlee Leuven |                |
| Vlag van Nederland     | Suzanne Giesen     |                     | Gestopt        |
| Vlag van Nederland     | Inessa Kaagman     | Ajax                |                |
| Vlag van Nederland     | Senna Koeleman     | RSC Anderlecht      |                |
| Vlag van Nederland     | Shi-Jona Martina   | Excelsior           |                |
| Vlag van Nieuw-Zeeland | Indiah-Paige Riley | Crystal Palace FC   | Transfersom    |
| Vlag van Nederland     | Maxime Snellenberg | FC Utrecht          |                |
| Vlag van Nederland     | Kealyn Thomas      | AZ                  |                |

### Jeugdopleiding

#### Aangetrokken 2024/25
| Nat.               | Naam           | Contract     | Bijzonderheden |
| ------------------ | -------------- | ------------ | -------------- |
| Vlag van Nederland | Emma Frijns    | 30 juni 2027 |                |
| Vlag van Nederland | Robine Lacroix | 30 juni 2026 |                |

#### Vertrokken 2024/25
| Nat.               | Naam             | Naar          | Bijzonderheden |
| ------------------ | ---------------- | ------------- | -------------- |
| Vlag van Nederland | Cacharel Promes  | NAC Breda     |                |
| Vlag van Nederland | Eef Smits        | sc Heerenveen |                |
| Vlag van Nederland | Jasmijn van Uden | AZ            |                |

### Winter

#### Aangetrokken 2024/25
| Nat.               | Naam        | Van           | Bijzonderheden |
| ------------------ | ----------- | ------------- | -------------- |
| Vlag van Nederland | Fenna Kalma | VfL Wolfsburg |                |

#### Vertrokken 2024/25
| Nat.               | Naam         | Naar      | Bijzonderheden |
| ------------------ | ------------ | --------- | -------------- |
| Vlag van Nederland | Zera Hulswit | Feyenoord | Transfersom    |
| Vlag van Nederland | Siri Worm    |           | Gestopt        |

## Wedstrijdstatistieken

### Oefenwedstrijden
| Oefenwedstrijd 1                                                                   | PSV                                                                                   | 3 – 0 (3 – 0)    | SV Meppen                                                                           | Opstelling PSV |
| 6 juli 2024 Aanvangstijd: 13.00 uur Plaats: Rijssen Sportpark De Koerbeld          | Bente Vermeer 2' Myrthe Kemper-Moorrees 35' Shanique Dessing 52'                      | Wedstrijdverslag |                                                                                     | Alkemade, Thrige, Moorrees, Frijns, Worm, Vermeer, Jacobs, Lacroix, Hulswit, Smits, Stoit Invalsters: Bross, Folkertsma, Strik, Dessing, Akkermans                                                                                          |
| Oefenwedstrijd 2                                                                   | SG Essen-Schönebeck                                                                   | 5 – 1            | PSV                                                                                 | Opstelling PSV |
| 11 juli 2024 Aanvangstijd: 14.00 uur Plaats: Essen Stadion an der Hafenstraße      | Natasha Kowalski 13', 17', 30' Ramona Maier 45' Paula Flach                           | Wedstrijdverslag | 3' Onbekend                                                                         | Onbekend |
| Oefenwedstrijd 3                                                                   | PSV                                                                                   | 2 – 2 (1 – 1)    | Oud-Heverlee Leuven                                                                 | Opstelling PSV |
| 20 juli 2024 Aanvangstijd: 12.00 uur Plaats: Eindhoven PSV Campus De Herdgang      | Nina Nijstad Shanique Dessing                                                         |                  | Onbekend                                                                            | Alkemade, Thrige, Hendriks, Kemper-Moorrees, Frijns, Lacroix, Worm, Nijstad, Ripa, Smits, Jansen Invallers: Evrard, Bross, Hulswit, Strik, Jacobs, Dessing, Akkermans, Janssen                                                              |
| Oefenwedstrijd 4                                                                   | VfL Wolfsburg                                                                         | 3 – 0 (3 – 0)    | PSV                                                                                 | Opstelling PSV |
| 17 augustus 2024 Aanvangstijd: 14.00 uur Plaats: Wolfsburg AOK Stadion             | Sveindís Jane Jónsdóttir 9' Svenja Huth 13' Lena Lattwein 16' (pen) 19'               | Wedstrijdverslag | Laura Strik 50' Siri Worm 90+1' Myrthe Kemper-Moorrees                              | Evrard ( 46' Alkemade), Thrige ( 62' Ripa), Hendriks ( 33' Moorrees), Worm ( 62' Hendriks), Bross, Folkertsma ( 33' Dessing), Xhemaili ( 62' Chibani), Strik ( 63' Hulswit), Hulswit ( 33' Smits), Jacobs ( 33' Nijstad), Ripa ( 33' Derks) |
| Oefenwedstrijd 5                                                                   | AS Roma                                                                               | 3 – 2 (0 – 1)    | PSV                                                                                 | Opstelling PSV |
| 22 augustus 2024 Aanvangstijd: 18.00 uur Plaats: Toulouse Stade Ernest-Wallon      | Valentina Giacinti 60' Alice Corelli 89' Lucia Di Guglielmo 90+7'                     | Wedstrijdverslag | 17' Chimera Ripa 49' Joëlle Smits                                                   | Alkemade, Thrige, Hendriks, Kemper-Moorrees, Folkertsma, Nijstad, Xhemaili, Strik, Ripa, Smits, Jansen Invalsters: Evrard, Akkermans, Bross, Worm, Jacobs, Dessing, Derks, Chibani, Hulswit, Vermeer                                        |
| Oefenwedstrijd 6                                                                   | PSV                                                                                   | 1 – 2 (1 – 2)    | Paris FC                                                                            | Opstelling PSV |
| 25 augustus 2024 Aanvangstijd: 15.00 uur Plaats: Toulouse Stade Ernest-Wallon      | Chimera Ripa 6'                                                                       | Wedstrijdverslag | 4' Mathilde Bourdieu 20' Melween N'Dongala                                          | Evrard, Thrige, Kemper-Moorrees, Worm, Bross, Folkertsma, Dessing, Ripa, Hulswit, Jacobs, Derks Wisselspeelsters: Alkemade, Akkermans, Hendriks, Vermeer, Nijstad, Xhemaili, Smits, Jansen                                                  |
| Oefenwedstrijd 7                                                                   | PSV                                                                                   | 3 – 0            | PEC Zwolle                                                                          | Opstelling PSV |
| 30 augustus 2024 Aanvangstijd: 13.30 uur Plaats: Eindhoven PSV Campus De Herdgang  | Onbekend 13', 46', 76'                                                                | Wedstrijdverslag |                                                                                     | Onbekend |
| Oefenwedstrijd 8                                                                   | PSV                                                                                   | 7 – 0 (2 – 0)    | RC Lens                                                                             | Opstelling PSV |
| 7 september 2024 Aanvangstijd: 15.00 uur Plaats: Eindhoven PSV Campus De Herdgang  | Joëlle Smits 3', 72', 85' Riola Xhemaili 26' Ranneke Derks 51', 59' Renate Jansen 65' | Wedstrijdverslag |                                                                                     | Evrard, Thrige, Hendriks, Moorrees-Kemper, Bross, Folkertsma, Nijstad, Ripa, Xhemaili, Smits, Jansen |
| Oefenwedstrijd 8                                                                   | Chelsea                                                                               | Onbekend         | PSV                                                                                 | Opstelling PSV |
| 14 september 2024 Aanvangstijd: 11.00 uur Plaats: Londen                           |                                                                                       |                  |                                                                                     | Onbekend |
| Oefenwedstrijd 9                                                                   | PSV                                                                                   | 1 - 1 (0 - 0)    | ADO Den Haag                                                                        | Opstelling PSV |
| 20 september 2024 Aanvangstijd: 18.00 uur Plaats: Eindhoven PSV Campus De Herdgang | Ranneke Derks 41'                                                                     |                  | Onbekend                                                                            | Evrard, Thrige, Hendriks, Kemper-Moorrees, Worm, Folkertsma, Xhemaili, Nijstad, Jacobs, Smits, Jansen Wisselspeelsters: Alkemade, Touw, Dessing, Derks, Hulswit                                                                             |
| Oefenwedstrijd 10                                                                  | PSV                                                                                   | 2 - 0 (1 - 0)    | Fortuna Sittard                                                                     | Opstelling PSV |
| 20 september 2024 Aanvangstijd: 19.15 uur Plaats: Eindhoven PSV Campus De Herdgang | Lore Jacobs 19' Joëlle Smits 34'                                                      |                  |                                                                                     | Alkemade, Thrige, Hendriks, Touw, Worm, Folkertsma, Dessing, Jacobs, Hulswit, Derks, Jansen Wisselspeelsters: Evrard, Kemper-Moorrees, Nijstad, Xhemaili, Smits                                                                             |
| Oefenwedstrijd 11                                                                  | PSV                                                                                   | Onbekend         | Borussia Mönchengladbach                                                            | Opstelling PSV |
| 24 oktober 2024 Aanvangstijd: 19.00 uur Plaats:                                    |                                                                                       | Wedstrijdverslag |                                                                                     | |
| Oefenwedstrijd 12                                                                  | PSV                                                                                   | 5 – 0 (4 – 0)    | NAC Breda                                                                           | Opstelling PSV |
| 10 december 2024 Aanvangstijd: 11.30 uur Plaats: Eindhoven PSV Campus De Herdgang  |                                                                                       |                  |                                                                                     | |
| Oefenwedstrijd 13                                                                  | PSV                                                                                   | 3 – 2 (2 – 2)    | SG Essen-Schönebeck                                                                 | Opstelling PSV |
| 10 januari 2025 Aanvangstijd: 14.00 uur Plaats: De Bilt Sportpark Weltevreden      | Onbekend                                                                              | Wedstrijdverslag | 39' Lilli Purtscheller 44' Jette ter Horst                                          | Onbekend |
| Oefenwedstrijd 14                                                                  | PSV                                                                                   | Afgelast         | 1. FC Köln                                                                          | Opstelling PSV |
| 14 januari 2025 Aanvangstijd: 14.00 uur Plaats: Eindhoven PSV Campus De Herdgang   |                                                                                       |                  |                                                                                     | |
| Oefenwedstrijd 15                                                                  | PSV                                                                                   | 2 – 4 (1 – 1)    | Fortuna Hjørring                                                                    | Opstelling PSV |
| 4 februari 2025 Aanvangstijd: 12.00 uur Plaats: Eindhoven PSV Campus De Herdgang   | Onbekend 32' 62'                                                                      |                  | 23' Shiho Matsubara 53' Joy Omewa 60' Anastasia Pobegaylo 88' Kaitlyn Prior Parcell | Onbekend |

### Eredivisie
|       | ADO Den Haag | AFC Ajax | AZ    | Excelsior | Feyenoord | Fortuna Sittard | sc Heerenveen | PEC Zwolle | Telstar | FC Twente | FC Utrecht |
| ----- | ------------ | -------- | ----- | --------- | --------- | --------------- | ------------- | ---------- | ------- | --------- | ---------- |
| Thuis | 2 – 0        | 3 – 1    | 4 – 1 | 4 – 0     | 3 – 2     | 3 – 0           | 5 – 1         | 4 – 0      | 4 – 0   | 2 – 2     | 1 – 0      |
| Uit   | 1 – 1        | 0 – 2    | 0 – 1 | 0 – 4     | 1 – 4     | 0 – 3           | 0 – 1         | 0 – 1      | 1 – 4   | 0 – 0     | 3 – 2      |

| Speelronde 1                                                                         | PSV                                                                                             | 4 – 0 (1 – 0)    | Telstar                                                                                          | Opstelling PSV |
| 28 september 2024 Aanvangstijd: 14.00 uur Plaats: Eindhoven PSV Campus De Herdgang   | Renate Jansen 19', 58' Joëlle Smits 71', 75'                                                    | Wedstrijdverslag |                                                                                                  | Evrard, Thrige ( 76' Hulswit), Hendriks, Kemper-Moorrees, Bross ( 79' Worm), Folkertsma, Nijstad, Xhemaili, Jacobs ( 68' Dessing), Smits, Jansen ( 76' Derks)               |
| Speelronde 2                                                                         | FC Twente                                                                                       | 0 – 0 (0 – 0)    | PSV                                                                                              | Opstelling PSV |
| 5 oktober 2024 Aanvangstijd: 16.30 uur Plaats: Enschede De Grolsch Veste             |                                                                                                 | Wedstrijdverslag | 80' Nina Nijstad                                                                                 | Evrard, Thrige, Hendriks, Buurman, Bross, Folkertsma, Nijstad ( 89' Stoit), Ripa ( 66' Jacobs), Xhemaili ( 66' Derks), Smits ( 79' Hulswit), Jansen ( 66' Dessing)          |
| Speelronde 3                                                                         | sc Heerenveen                                                                                   | 0 – 1 (0 – 1)    | PSV                                                                                              | Opstelling PSV |
| 13 oktober 2024 Aanvangstijd: 12.15 uur Plaats: Heerenveen Sportpark Skoatterwald    |                                                                                                 | Wedstrijdverslag | 17' Riola Xhemaili                                                                               | Evrard, Thrige, Hendriks, Buurman, Bross, Folkertsma, Nijstad, Ripa ( 80' Jacobs), Xhemaili ( 73' Hulswit), Smits ( 90' Worm), Jansen ( 80' Stoit)                          |
| Speelronde 4                                                                         | PSV                                                                                             | 4 – 0 (2 – 0)    | PEC Zwolle                                                                                       | Opstelling PSV |
| 19 oktober 2024 Aanvangstijd: 14.00 uur Plaats: Eindhoven PSV Campus De Herdgang     | Melanie Bross 41' Chimera Ripa 43' Sisca Folkertsma 57' Gwyneth Hendriks 70' Nina Nijstad 90+3' | Wedstrijdverslag |                                                                                                  | Evrard, Thrige ( 79' Hulswit), Hendriks ( 75' Kemper-Moorrees), Buurman, Bross, Folkertsma, Ripa ( 62' Worm), Nijstad, Xhemaili ( 62' Jacobs), Smits, Jansen ( 79' Dessing) |
| Speelronde 5                                                                         | Excelsior                                                                                       | 0 – 4 (0 – 4)    | PSV                                                                                              | Opstelling PSV |
| 2 november 2024 Aanvangstijd: 14.00 uur Plaats: Rotterdam Van Donge & De Roo Stadion | Yentl van Goch 29' Katelyn Hendriks 73' Estelle Pereira 87'                                     | Wedstrijdverslag | 30' Riola Xhemaili 35' Nina Nijstad 43' Joëlle Smits 45' Sara Thrige                             | Evrard, Thrige ( 79' Hulswit), Hendriks, Buurman, Bross, Folkertsma, Nijstad ( 64' Lacroix), Ripa ( 79' Dessing), Xhemaili, Smits ( 46' Jacobs), Jansen ( 64' Derks)        |
| Speelronde 6                                                                         | PSV                                                                                             | 2 – 0 (1 – 0)    | ADO Den Haag                                                                                     | Opstelling PSV |
| 10 november 2024 Aanvangstijd: 12.15 uur Plaats: Eindhoven PSV Campus De Herdgang    | Chimera Ripa 37' Gwyneth Hendriks 57' Joëlle Smits 70'                                          | Wedstrijdverslag | 45+1' Kayra Nelemans 61' Annouk Boshuizen 76' Floortje Bol 90+4' Quinty Dupon                    | Evrard, Thrige, Hendriks, Buurman, Bross ( 86' Frijns), Nijstad, Ripa, Folkertsma, Xhemaili ( 65' Jacobs), Smits ( 81' Stoit), Jansen ( 86' Dessing)                        |
| Speelronde 7                                                                         | PSV                                                                                             | 4 – 1 (2 – 1)    | AZ                                                                                               | Opstelling PSV |
| 17 november 2024 Aanvangstijd: 16.45 uur Plaats: Eindhoven PSV Campus De Herdgang    | Chimera Ripa 16' Sisca Folkertsma 42', 69' Renate Jansen 71'                                    | Wedstrijdverslag | 27' (e.d.) Melanie Bross 63' Romaissa Boukakar                                                   | Evrard, Thrige, Hendriks, Buurman ( 83' Worm), Bross, Folkertsma, Nijstad ( 83' Dessing), Ripa ( 83' Hulswit), Xhemaili ( 83' Stoit), Smits ( 77' Jacobs), Jansen           |
| Speelronde 8                                                                         | FC Utrecht                                                                                      | 3 – 2 (2 – 0)    | PSV                                                                                              | Opstelling PSV |
| 23 november 2024 Aanvangstijd: 14.00 uur Plaats: Utrecht Stadion Galgenwaard         | Lotje de Keijzer 24' 89' Elisha Kruize 39' Maxime Snellenberg 75'                               | Wedstrijdverslag | 66', 73' Riola Xhemaili 89' Gwyneth Hendriks                                                     | Evrard, Thrige ( 88' Dessing), Hendriks, Buurman, Bross ( 46' Jacobs), Folkertsma ( 88' Worm), Nijstad ( 88' Derks), Ripa, Xhemaili, Smits ( 80' Stoit), Jansen             |
| Speelronde 9                                                                         | Ajax                                                                                            | 0 – 2 (0 – 2)    | PSV                                                                                              | Opstelling PSV |
| 7 december 2024 Aanvangstijd: 16.30 uur Plaats: Amsterdam Johan Cruijff Arena        |                                                                                                 | Wedstrijdverslag | 10', 35' Renate Jansen 15' Melanie Bross                                                         | Evrard, Thrige ( 67' Frijns), Hendriks, Buurman, Bross, Folkertsma, Nijstad ( 83' Jacobs), Ripa ( 90+1' Hulswit), Xhemaili ( 83' Stoit), Smits ( 83' Worm), Jansen          |
| Speelronde 10                                                                        | PSV                                                                                             | 3 – 0 (2 – 0)    | Fortuna Sittard                                                                                  | Opstelling PSV |
| 14 december 2024 Aanvangstijd: 16.30 uur Plaats: Eindhoven PSV Campus De Herdgang    | Joëlle Smits 38', 45+1' Lore Jacobs 81'                                                         | Wedstrijdverslag |                                                                                                  | Evrard, Thrige, Hendriks, Buurman, Bross ( 82' Frijns), Folkertsma, Jacobs ( 82' Hulswit), Ripa ( 77' Dessing), Xhemaili, Smits ( 58' Stoit), Jansen ( 82' Derks)           |
| Speelronde 11                                                                        | Feyenoord                                                                                       | 1 – 4 (0 – 3)    | PSV                                                                                              | Opstelling PSV |
| 21 december 2024 Aanvangstijd: 16.30 uur Plaats: Rotterdam De Kuip                   | Jarne Teulings 26' Esmee de Graaf 70' Jada Conijnenberg 76'                                     | Wedstrijdverslag | 12' 55' Melanie Bross 15' Riola Xhemaili 18', 51' Chimera Ripa 80' Fleur Stoit                   | Evrard, Thrige, Hendriks, Buurman ( 82' Frijns), Bross, Folkertsma, Nijstad, Ripa ( 86' Derks), Xhemaili ( 86' Hulswit), Smits ( 63' Stoit), Jansen ( 82' Dessing)          |
| Speelronde 12                                                                        | PSV                                                                                             | 4 – 0 (3 – 0)    | Excelsior                                                                                        | Opstelling PSV |
| 18 januari 2025 Aanvangstijd: 16.30 uur Plaats: Eindhoven PSV Campus De Herdgang     | Joëlle Smits 6' Melanie Bross 24' Lore Jacobs 27' Ranneke Derks 65'                             | Wedstrijdverslag |                                                                                                  | Evrard, Frijns, Hendriks, Buurman ( 86' Vermeer), Bross, Jacobs, Xhemaili, Nijstad ( 73' Van der Vliet), Stoit, Smits ( 61' Derks), Jansen ( 86' Chibani)                   |
| Speelronde 13                                                                        | ADO Den Haag                                                                                    | 1 – 1 (1 – 0)    | PSV                                                                                              | Opstelling PSV |
| 25 januari 2025 Aanvangstijd: 16.30 uur Plaats: Den Haag Bingoal Stadion             | Manon van Raay 22'                                                                              | Wedstrijdverslag | 68' Fleur Stoit                                                                                  | Evrard, Thrige, Hendriks, Buurman, Bross ( 78' Worm), Nijstad, Jacobs ( 46' Frijns), Xhemaili ( 79' Dessing), Derks ( 65' Stoit), Smits, Jansen                             |
| Speelronde 14                                                                        | PSV                                                                                             | 2 – 2 (0 – 1)    | FC Twente                                                                                        | Opstelling PSV |
| 1 februari 2025 Aanvangstijd: 16.30 uur Plaats: Eindhoven PSV Campus De Herdgang     | Chimera Ripa 48' Fleur Stoit 83' Riola Xhemaili 85'                                             | Wedstrijdverslag | 10' Rose Ivens 26' Kayleigh van Dooren 50' Danique van Ginkel 74' Leonie Vliek                   | Evrard, Thrige ( 90+2' Frijns), Hendriks, Buurman, Bross ( 81' Stoit), Nijstad, Xhemaili, Ripa ( 72' Worm), Smits, Kalma, Jansen                                            |
| Speelronde 15                                                                        | PEC Zwolle                                                                                      | 0 – 1 (0 – 1)    | PSV                                                                                              | Opstelling PSV |
| 8 februari 2025 Aanvangstijd: 16.30 uur Plaats: Wijhe Gemeentelijk Sportpark         |                                                                                                 | Wedstrijdverslag | 35' Riola Xhemaili                                                                               | Evrard, Thrige, Hendriks, Buurman, Bross, Nijstad ( 84' Frijns), Xhemaili ( 90+3' Chibani), Ripa, Smits ( 84' Dessing), Kalma, Jansen ( 70' Stoit)                          |
| Speelronde 16                                                                        | PSV                                                                                             | 1 – 0 (1 – 0)    | FC Utrecht                                                                                       | Opstelling PSV |
| 2 maart 2025 Aanvangstijd: 12.15 uur Plaats: Eindhoven PSV Campus De Herdgang        | Renate Jansen 36' Gwyneth Hendriks 42'                                                          | Wedstrijdverslag | 69' Maxime Snellenberg 90+4' Sam de Jong                                                         | Evrard, Thrige, Hendriks, Buurman, Bross ( 35' Frijns), Nijstad, Folkertsma ( 64' Smits), Ripa, Xhemaili ( 90' Dessing), Kalma, Jansen ( 76' Stoit)                         |
| Speelronde 17                                                                        | Telstar                                                                                         | 1 – 4 (0 – 3)    | PSV                                                                                              | Opstelling PSV |
| 9 maart 2025 Aanvangstijd: 12.15 uur Plaats: Velsen-Zuid 711 Stadion                 | Jannette van Belen 58' 60' Nicci Berrevoets 84'                                                 | Wedstrijdverslag | 19' 60' Riola Xhemaili 28' Gwyneth Hendriks 32' Fenna Kalma 45' Nina Nijstad 90+6' Renate Jansen | Evrard, Thrige, Hendriks, Buurman, Bross ( 69' Frijns), Folkertsma, Nijstad, Ripa ( 83' Dessing), Xhemaili ( 65' Stoit), Kalma ( 83' Smits), Jansen                         |
| Speelronde 18                                                                        | PSV                                                                                             | 3 – 1 (1 – 0)    | Ajax                                                                                             | Opstelling PSV |
| 22 maart 2025 Aanvangstijd: 16.30 uur Plaats: Eindhoven Philips Stadion              | Renate Jansen 28', 75' Veerle Buurman 59'                                                       | Wedstrijdverslag | 51' Danique Tolhoek 59' Regina van Eijk                                                          | Evrard, Thrige, Hendriks, Buurman, Bross, Folkertsma, Nijstad ( 78' Stoit), Ripa ( 90' Smits), Xhemaili ( 90+1' Frijns), Kalma, Jansen ( 83' Jacobs)                        |
| Speelronde 19                                                                        | AZ                                                                                              | 0 – 1 (0 – 0)    | PSV                                                                                              | Opstellig PSV |
| 29 maart 2025 Aanvangstijd: 14.00 uur Plaats: Wijdewormer AFAS Trainingscomplex      |                                                                                                 | Wedstrijdverslag | 51' Renate Jansen 82' Melanie Bross                                                              | Evrard, Thrige, Hendriks, Buurman, Bross, Folkertsma, Nijstad, Ripa ( 76' Jacobs), Xhemaili ( 89' Frijns), Kalma ( 80' Stoit), Jansen ( 89' Dessing)                        |
| Speelronde 20                                                                        | PSV                                                                                             | 5 – 1 (0 – 0)    | sc Heerenveen                                                                                    | Opstelling PSV |
| 20 april 2025 Aanvangstijd: 16.45 uur Plaats: Eindhoven PSV Campus De Herdgang       | Riola Xhemaili 50' Renate Jansen 59', 75' Fenna Kalma 64', 90+1'                                | Wedstrijdverslag | 48' Evi Maatman 66' Chantal Schouwstra 86' Silje Stockmar                                        | Evrard, Thrige ( 70' Frijns), Hendriks, Buurman, Bross, Folkertsma, Jacobs ( 70' Dessing), Nijstad ( 85' Lacroix), Xhemaili, Kalma, Jansen                                  |
| Speelronde 21                                                                        | Fortuna Sittard                                                                                 | 0 – 3 (0 – 0)    | PSV                                                                                              | Opstelling PSV |
| 3 mei 2025 Aanvangstijd: 14.00 uur Plaats: Sittard Fortuna Sittard Stadion           | Claire Dinkla 40' Moïsa van Koot 50'                                                            | Wedstrijdverslag | 50' (pen) 62' Riola Xhemaili 71' Fenna Kalma 80' Shanique Dessing                                | Evrard, Thrige ( 72' Dessing), Hendriks, Buurman, Bross ( 80' Stoit), Folkertsma, Jacobs ( 72' Smits), Nijstad, Xhemaili, Kalma, Jansen                                     |
| Speelronde 22                                                                        | PSV                                                                                             | 3 – 2 (2 – 1)    | Feyenoord                                                                                        | Opstelling PSV |
| 17 mei 2025 Aanvangstijd: 14.00 uur Plaats: Eindhoven Philips Stadion                | Shanique Dessing 10', 41' Veerle Buurman 86' Fenna Kalma 87'                                    | Wedstrijdverslag | 22' Mao Itamura 78' (e.d.) Emma Frijns                                                           | Evrard, Thrige, Buurman, Frijns, Bross, Folkertsma, Dessing ( 65' Stoit), Nijstad ( 84' Lacroix), Xhemaili, Kalma, Jansen                                                   |

### KNVB Beker
| Achtste Finales                                                                   | Jong PSV                                                                             | 0 – 7 (0 – 5)    | PSV                                                                                                   | Opstelling PSV | Opstelling Jong PSV |
| 13 februari 2025 Aanvangstijd: 18.00 uur Plaats: Eindhoven PSV Campus De Herdgang |                                                                                      | Wedstrijdverslag | 12' Riola Xhemaili 13', 31', 78' Fenna Kalma 16' Nina Nijstad 27' Shanique Dessing 90+1' Joëlle Smits | Alkemade, Thrige, Gwyneth Hendriks, Buurman ( 46' Bross), Frijns, Nijstad ( 66' Smits), Xhemaili, Ripa ( 46' Derks), Stoit ( 66' Jansen), Kalma, Dessing                       | Badenhop, Chibani, Vermeer, Koppelaar, Epskamp ( 71' Schippers), Vos ( 71' Van Groten), Thomassen ( 46' Van der Vliet), Boussatta, Touw, Wittgen ( 46' Meekelenkamp), Janssen |
| Kwartfinales                                                                      | AZ                                                                                   | 1 – 2 (1 – 0)    | PSV                                                                                                   | Opstelling PSV | |
| 16 maart 2025 Aanvangstijd: 13.00 uur Plaats: Wijdewormer AFAS Trainingscomplex   | Fieke Kroese 15' Manique de Vette 24' Desiree van Lunteren 39' Romaissa Boukakar 58' | Wedstrijdverslag | 70' Melanie Bross 83' 87' (pen) Riola Xhemaili                                                        | Evrard, Thrige, Hendriks, Buurman, Bross, Folkertsma, Nijstad, Ripa ( 89' Stoit), Xhemaili, Kalma, Jansen ( 89' Lore Jacobs                                                    | |
| Halve finales                                                                     | Feyenoord                                                                            | 0 – 3 (0 – 1)    | PSV                                                                                                   | Opstelling PSV | |
| 15 april 2025 Aanvangstijd: 20.00 uur Plaats: Rotterdam Sportcomplex Varkenoord   | Tess van Bentem 81'                                                                  | Wedstrijdverslag | 15' Renate Jansen 54' Lore Jacobs 62' Fenna Kalma 76' Shanique Dessing                                | Evrard, Thrige ( 87' Chibani), Hendriks, Buurman ( 82' Frijns), Bross, Folkertsma, Jacobs ( 74' Dessing), Nijstad ( 87' Van der Vliet), Xhemaili ( 82' Lacroix), Kalma, Jansen | |
| Finale                                                                            | PSV                                                                                  | 1 – 2 (0 – 0)    | FC Twente                                                                                             | Opstelling PSV | |
| 10 mei 2025 Aanvangstijd: 14.00 uur Plaats: Rotterdam Spartastadion Het Kasteel   | Sara Thrige 6' Sisca Folkertsma 50' Renate Jansen 74'                                | Wedstrijdverslag | 39' Alieke Tuin 52' Lynn Groenewegen 65' Kayleigh van Dooren 79' Leonie Vliek                         | Evrard, Thrige, Hendriks ( 21' Dessing) ( 76' Smits), Buurman, Frijns ( 76' Lacroix), Folkertsma, Jacobs ( 46' Stoit), Nijstad, Xhemaili, Kalma], Jansen                       | |

### Eredivisie Cup
| Halve Finale                                                                   | PSV | 5 – 1 (2 – 1)              | Ajax | Opstelling PSV |
| 21 mei 2025 Aanvangstijd: 18.30 uur Plaats: Eindhoven PSV Campus De Herdgang   | Renate Jansen 19' Fenna Kalma 32', 90+6' Riola Xhemaili 49' Nina Nijstad 77'                                                             | Wedstrijdverslag           | 14' (pen) Ilayah Dostmohamed                                                                                                   | Evrard, Thrige ( 73' Chibani), Frijns, Buurman, Bross, Henschen ( 46' Lacroix), Xhemaili ( 86' Kemper-Moorrees), Nijstad, Dessing ( 46' Jacobs), Kalma, Jansen ( 61' Stoit)    |
| Finale                                                                         | FC Twente | 3 – 3 (3 – 4 na penalty's) | PSV | Opstelling PSV |
| 24 mei 2025 Aanvangstijd: 16.30 uur Plaats: Hengelo FC Twente-trainingscentrum | Danique van Ginkel Jaimy Ravensbergen 28', 74', 101' Kayleigh van Dooren Nikée van Dijk Danique van Ginkel Leonie Vliek Daniëlle de Jong | Wedstrijdverslag           | 66' Renate Jansen 76' Riola Xhemaili 120+2' Veerle Buurman Nina Nijstad Lore Jacobs Joëlle Smits Riola Xhemaili Veerle Buurman | Evrard, Thrige, Frijns, Buurman, Bross, Folkertsma ( 100' Stoit), Lacroix ( 66' Smits) ( 113' Kemper-Moorrees), Nijstad, Xhemaili, Kalma ( 80' Henschen), Jansen ( 91' Jacobs) |

## Statistieken PSV 2024/2025

### Tussenstand PSV in de Nederlandse Eredivisie Vrouwen 2024 / 2025
| Stand | Gespeeld | Gewonnen | Gelijk | Verloren | Punten | Doelpunten voor | Doelpunten tegen | Gele kaarten | Rode kaarten |
| ----- | -------- | -------- | ------ | -------- | ------ | --------------- | ---------------- | ------------ | ------------ |
| 2e    | 22       | 18       | 3      | 1        | 57     | 58              | 13               | 14           | 0            |

### Topscorers
| #              | Naam             | Goal |              |   |
| -------------- | ---------------- | ---- | ------------ | - |
| 1.             | Renate Jansen    | 12   |              |   |
| 2.             | Riola Xhemaili   | 10   |              |   |
| 2.             | 3.               | 10   | Joëlle Smits | 7 |
| 4.             | Chimera Ripa     | 6    |              |   |
| 5.             | Fenna Kalma      | 5    |              |   |
| 6.             | Melanie Bross    | 3    |              |   |
| 6.             | Sisca Folkertsma | 3    |              |   |
| 8.             | Shanique Dessing | 2    |              |   |
| 8.             | Lore Jacobs      | 2    |              |   |
| 8.             | Nina Nijstad     | 2    |              |   |
| 8.             | Fleur Stoit      | 2    |              |   |
| 12.            | Veerle Buurman   | 1    |              |   |
| 12.            | Ranneke Derks    | 1    |              |   |
| 12.            | Gwyneth Hendriks | 1    |              |   |
| 12.            | Sara Thrige      | 1    |              |   |
| Eigen doelpunt |                  |      |              |   |
|                |                  |      |              |   |
| Totaal         | Totaal           | 58   |              |   |

| #      | Naam             | Goal |
| ------ | ---------------- | ---- |
| 1.     | Fenna Kalma      | 4    |
| 2.     | Shanique Dessing | 2    |
| 2.     | Renate Jansen    | 2    |
| 2.     | Riola Xhemaili   | 2    |
| 5.     | Melanie Bross    | 1    |
| 5.     | Nina Nijstad     | 1    |
| 5.     | Joëlle Smits     | 1    |
| Totaal | Totaal           | 13   |

| #      | Naam           | Goal |
| ------ | -------------- | ---- |
| 1.     | Renate Jansen  | 2    |
| 1.     | Fenna Kalma    | 2    |
| 1.     | Riola Xhemaili | 2    |
| 4.     | Veerle Buurman | 1    |
| 4.     | Nina Nijstad   | 1    |
| Totaal | Totaal         | 8    |

| #      | Naam                   | Goal |
| ------ | ---------------------- | ---- |
| 1.     | Joëlle Smits           | 5    |
| 2.     | Ranneke Derks          | 3    |
| 3.     | Shanique Dessing       | 2    |
| 3.     | Chimera Ripa           | 2    |
| 5.     | Lore Jacobs            | 1    |
| 5.     | Renate Jansen          | 1    |
| 5.     | Myrthe Kemper-Moorrees | 1    |
| 5.     | Nina Nijstad           | 1    |
| 5.     | Bente Vermeer          | 1    |
| 5.     | Riola Xhemaili         | 1    |
| 5.     | Onbekend               | 1    |
| Totaal | Totaal                 | 19   |

### Kaarten
| #      | Naam             | Kreeg geel |
| ------ | ---------------- | ---------- |
| 1.     | Gwyneth Hendriks | 4          |
| 2.     | Melanie Bross    | 3          |
| 3.     | Nina Nijstad     | 2          |
| 3.     | Riola Xhemaili   | 2          |
| 5.     | Veerle Buurman   | 1          |
| 5.     | Shanique Dessing | 1          |
| 5.     | Fleur Stoit      | 1          |
| Totaal | Totaal           | 14         |

| #      | Naam   | Kreeg voor de tweede keer geel en dus rood |
| ------ | ------ | ------------------------------------------ |
| –      |        | 0                                          |
| Totaal | Totaal | 0                                          |

| #      | Naam   | Weggestuurd |
| ------ | ------ | ----------- |
| 1.     |        |             |
| Totaal | Totaal | '           |

## Voetnoten
ADO Den Haag · 
Ajax · 
AZ · 
Excelsior · 
Feyenoord · 
Fortuna Sittard · 
sc Heerenveen · 
PEC Zwolle · 
PSV · 
Telstar · 
FC Twente · 
FC Utrecht